# Takagi Takeo

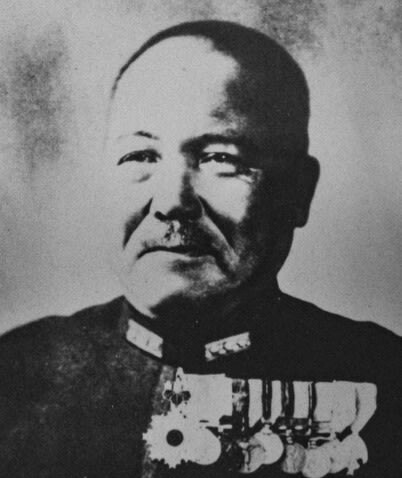
Takagi Takeo

Takagi Takeo (jap. 高木 武雄; * 25. Januar 1892 in der Präfektur Fukushima; † 8. Juli 1944 auf Saipan, Nördliche Marianen) war ein Vizeadmiral der kaiserlich japanischen Marine.
Nach Absolvierung der Marineakademie 1911 war Takeo Takagi 1921 Kommandant eines U-Boots. Anfang der 1930er unternahm er eine Studienreise in die Vereinigten Staaten und nach Europa. Nach kurzer Dozententätigkeit an der japanischen Marine-Stabsakademie übernahm er einige Kommandos als Kapitän zur See. So diente er unter anderem als Kommandant auf dem Schlachtschiff Mutsu.
Zu Beginn des Pazifikkriegs war Takeo Takagi Befehlshaber einer kleinen Flotte, mit der er die Landetruppen auf den Philippinen und den Sunda-Inseln unterstützte. Diese Kampfgruppe, die aus einigen Kreuzern, Zerstörern und Geleitflugzeugträgern bestand, fuhr auch Geleitschutz für die Landeeinheiten, die als Ostkampfgruppe unter Konteradmiral Nishimura Shōji am 27. Februar 1942 zur Invasion auf Java unterwegs waren. In der Schlacht in der Javasee gelang ihnen dabei ein wichtiger Sieg über die dort liegende alliierte Flotte.
Bei der Schlacht im Korallenmeer musste seine Flotte im Mai desselben Jahres allerdings eine empfindliche Niederlage hinnehmen. Das Gleiche geschah, als er als kommandierender Vizeadmiral bei der Schlacht um Midway, die 5. Kreuzerdivision leitete.
1943 erhielt Takeo Takagi das Kommando über die 6. U-Boot Flotte. Zu Beginn des Jahres 1944 verlegte er deren Hauptquartier von Truk auf die Marianeninsel Saipan. Nach der dortigen amerikanischen Landung im Juni 1944 zeichnete sich schnell die japanische Niederlage ab und Takeo Takagi nahm sich nach den Regeln des Bushidō das Leben.
| Personendaten    | Personendaten                                 |
| ---------------- | --------------------------------------------- |
| NAME             | Takagi, Takeo                                 |
| ALTERNATIVNAMEN  | 高木武雄 (japanisch)                          |
| KURZBESCHREIBUNG | Vizeadmiral der kaiserlich japanischen Marine |
| GEBURTSDATUM     | 25. Januar 1892                               |
| GEBURTSORT       | Präfektur Fukushima                           |
| STERBEDATUM      | 8. Juli 1944                                  |
| STERBEORT        | Saipan, Nördliche Marianen                    |